# Set (comando)
set (em português "definir") é um comando presente nos interpretadores de comando de sistemas operacionais do tipo Unix, DOS e Microsoft Windows.

## set em sistemas DOS e Microsoft Windows
Em sistemas DOS e Windows o comando set que permite exibir, definir e remover variáveis de ambiente. O cmd.exe no Windows NT 2000, 4DOS, 4OS2, 4NT e em um número de soluções de terceiros permitem a entrada direta de variáveis de ambiente do prompt de comando. A partir do Windows 2000, o comando set permite a avaliação de cadeias de caracteres em variáveis, fornecendo assim ao inter alia um meio de realizar aritmética de inteiros.

## set em sistemas do tipo Unix
O comando set em sistemas do tipo Unix POSIX é um comando interno do shell do sistema operacional. Ele pode ser usado para diferentes propósitos como:
- Imprimir os nomes e valores de todas as variáveis do shell de forma ordenada;
- Trocar os parâmetros posicionais;
- Habilitar/desabilitar opções do shell

Diferente do comando set das tecnologias Microsoft e do comando interno do shell do BSD C, o comando set dos sistemas operacionais tipo Unix não define variáveis do shell, o que é feito por meio das atribuições "variável=valor".

### Opções do shell
Opções do shell são definições internas que trocam a forma como ele se comporta. Tradicionalmente, as opções do shell são descritas com letras únicas e são habilitadas com o sinal de menos ("-") e desabilitadas com o sinal de mais ("+"). Entretanto, posteriormente, o padrão POSIX adicionou opções de nomes logos e para habilitar essas opções introduziu o sinal -o, bem como o sinal +o para desabilitá-las.
Com exceção de uma, cada opção curta tem sua opção em formato longo correspondente e são descritas na tabela a seguir:
| Opção curta | Opção longa (forma -o) | Descrição |
| ----------- | ---------------------- | --- |
| -a          | allexport              | Exporta todas as variáveis subsequentemente definidas. |
| -b          | notify                 | Imprime mensagens de término de trabalhos imediatamente, ao invés de esperar pelo próximo prompt. Direcionada para uso interativo.                           |
| -C          | noclobber              | se sobrepõe a essa opção. Direcionada para uso interativo.                                                                                                   |
| -e          | errexit                | Encerra o shell quando um comando encerra com um estado diferente de zero.                                                                                   |
| -f          | noglob                 | Desabilita a expansão de coringas. |
| -h          |                        | Localiza e lembra o caminho de comandos chamados dentro de corpos de funções no momento de definição da função, em vez de quando a função é executada (XSI). |
| -m          | monitor                | Habilita o controle de trabalhos (habilita por omissão). Direcionada para uso interativo.                                                                    |
| -n          | noexec                 | Lê comandos e verifica erros de sintaxe, mas não os executa. Shells interativos têm permissão para ignorar essa opção.                                       |
| -u          | nounset                | Trata variáveis indefinidas como erros, não como null. |
| -v          | verbose                | Imprime os comandos (conforme escritos) antes de os executar.                                                                                                |
| -x          | xtrace                 | Imprime os comandos (após expansões) antes de executá-los.                                                                                                   |
|             | ignoreeof              | Desabilita Ctrl-D para encerrar o shell. |
|             | nolog                  | Desabilita histórico de comandos para definições de funções.                                                                                                 |
|             | vi                     | Usa a edição de linha-comando no estilo vi. Direcionada para uso interativo.                                                                                 |